# Kråkflickan
Kråkflickan (engelska: The Crow Girl) är en brittisk thriller och kriminaldramaserie vars första säsong hade premiär på Paramount+ den 16 januari 2025. Första säsongen består av sex avsnitt, och är baserad på den svenska författarduons, Erik Axl Sund (egentligen Jerker Eriksson och Håkan Sundquist), roman med samma namn. För musiken till serien svarade Slash.

## Handling
I serien jagar polisen en mördare som fokuserat sig på att döda unga män. Kriminalkommissarie Jeanette Kilburn tar hjälp av psykologen Sophia Craven för att tillsammans lösa fallen.

## Rollista i urval
| Katherine Kelly   | – Sophia Craven     |
| Eve Myles         | – Jeanette Kilburn  |
| Dougray Scott     | – Lou Stanley       |
| Clara Rugaard     | – Victoria Burkeman |
| Trevor White      | – Carl Lowry        |
| Victoria Hamilton | – Verity Pound      |